# 平和教育

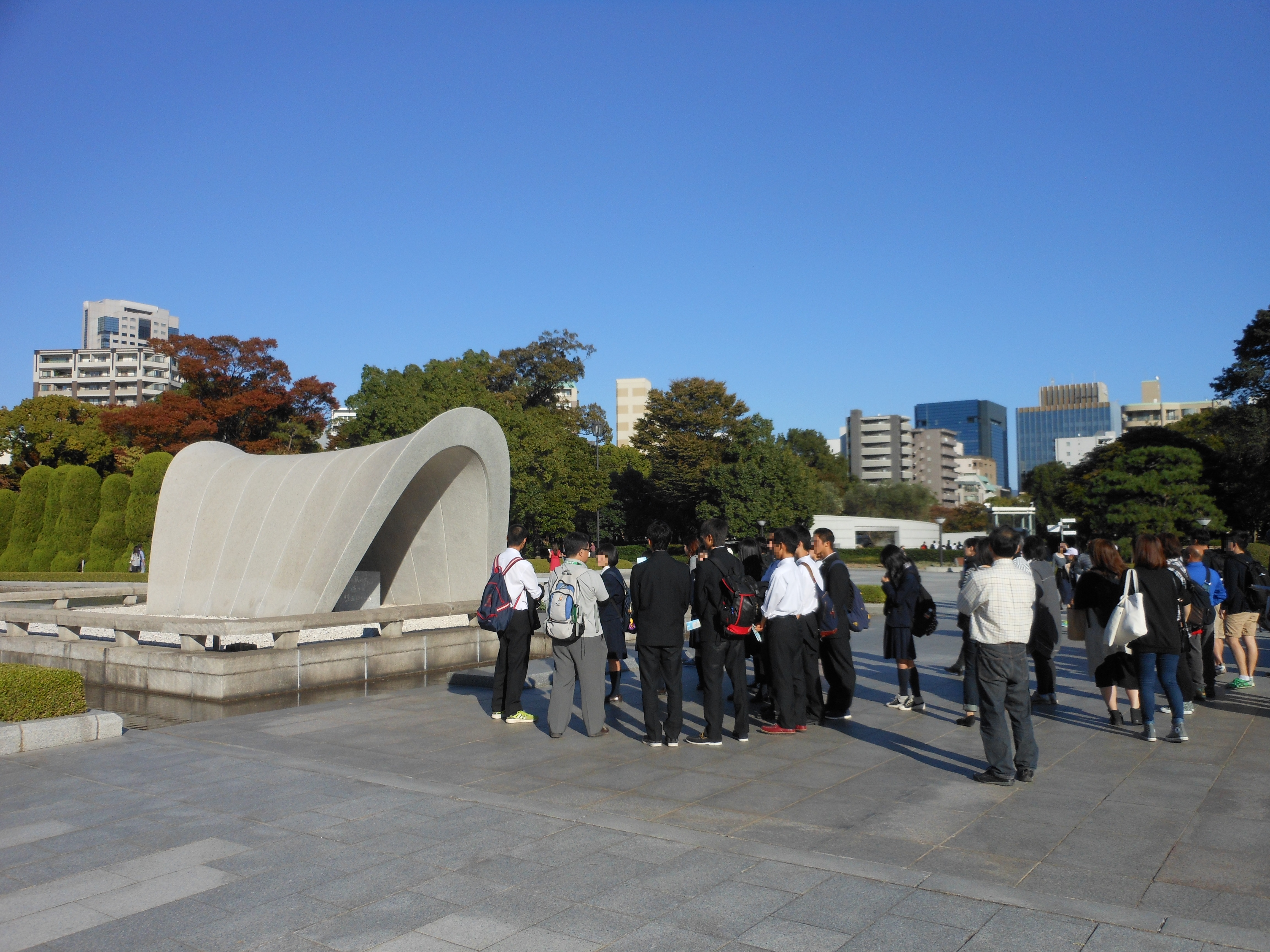
広島平和記念公園で平和教育を受ける高校生。

平和教育（へいわきょういく、英語：peace education）とは、平和について学ぶことである。

## 概要
平和教育は、紛争解決の手段として、平和な状態を維持するためにどうすれば良いかを学ぶものである。お互いの立場、違いを前提として、それをどう理解しあうか、対話の遂行とその合理的な解決の糸口を探る能力を身につけ、それを反復練習する機会が必要である。学校教育においては、すべての教科・科目の時間において、このような学びの機会を設けることが可能である。たとえば、男の子と女の子、運動の得意な子とそうでない子、学級当番をきちんとやっている子とサボっている子。日本人の子と外国人の子、強い子と弱い子。上級学年の子と下級学年の子、教師と生徒、大人と子ども、など。また、平和教育は公教育において公式に行われる場合もあれば、様々なNPOやNGOなど学外の活動で行われる場合がある。そして、平和教育を受ける側は、原則として公教育ではないNPOやNGOなどによって行われる平和教育活動に自発的に参加する者のほうが、内発的に強く動機づけられる傾向がある。
平和学習は、国際理解教育、同和教育、性教育とともに、人権学習の大きな柱であるといわれている。それ以上に、教育全体の目標の一つといってもよいだろう。

## 平和教育で学ぶ主題の例

### 武力
武力についての平和学習においては、人種、民族、宗教、国際間の利害や軋轢を、武力を行使して他方を屈服させようとしたことが、
今までの人類の歴史において、不幸と悲劇を招くものであることが学ばれている。

### 戦災
日本においては、第二次世界大戦（大東亜戦争・太平洋戦争）における広島市・長崎市への原子爆弾投下（日本への原子爆弾投下）や沖縄島の地上戦、全国各地の空襲や艦砲射撃による被害（日本本土空襲）、あるいは、復員や抑留（シベリア抑留）などの被害についてその他の時代より重点的に学ばれている傾向がある。

### 国際事情・国内事情
日本の平和教育では第二次世界大戦に関連した学習が中心となる。在日米軍・自衛隊と市民の軋轢に関する学習、在日韓国・朝鮮人の差別問題、核実験の被害についても第二次世界大戦と絡めて取り上げられることがある一方で、樺太に侵攻してきたソ連軍との戦いによってもたらされた悲劇や在日韓国・朝鮮人と市民の軋轢についての言及は避けられる傾向があり、理解に乏しいことが不幸を招く事態も起きている。また、沖縄県内においては、「宮森小学校米軍機墜落事故」など、アメリカ合衆国が統治していた時期に起こった軍事に関する事件も取り上げられることがある。

## 学校教育における平和教育
学校教育における平和教育では、国語の物語教材・説明文教材を通じた戦争被害の読み取り、社会科・地理歴史・現代社会での戦争の歴史・紛争の実態・平和条約や軍縮の取り組み・日本国憲法（第9条）に盛り込まれた戦争放棄の理念・自衛隊や在日米軍にかかわる市民運動と法的判断の実態の学習などを含む。

### 教科の時間
ゆとり教育の導入により、学校5日制（完全週休2日制）による教材削減のために減少傾向があるが、国語の教材として「平和教材」が盛り込まれている。保護者の世代が学んだ「かわいそうなぞう」や「最後の授業」は昭和末期に別の作品に差し替えられており、「一つの花」や「ちいちゃんのかげおくり」などが平成期のロングセラーになっている。
社会科・地理歴史・公民では過去の戦争や日本国憲法を取り上げている。中学社会では、アウシュビッツ収容所や「アンネの日記」と絡ませ、ナチス・ドイツのユダヤ人迫害を大きく取り上げる。また地理分野ではイスラエルとパレスチナ解放機構との闘争を取り上げ、世界平和に目を向ける。公民では憲法と自衛隊・米軍とのかかわりや軍縮の取り組みを学ぶ。

### 国際交流活動
特に高等学校で活発なのが、韓国・中国・台湾への修学旅行である。日本統治時代の支配（日本統治時代の朝鮮・日本統治時代の台湾・満州国等）について学習を深めることが主体となる。ただし、日中・日韓関係の悪化や、各国における反日教育の推進、各国民の反日デモでの反日感情の高揚などによる自粛ムードもあり、流動的な外交関係の影響を強く受けやすい。
小学校などにおいては、親善人形の活動の一例として、1927年（昭和2年）に日米の対立関係を防ぐ目的に、アメリカ合衆国のシドニー・ギューリック牧師を中心とした慈善団体が全米の児童らに呼びかけ、12,000体以上の人形を幼稚園・小学校などに寄贈した「フレンドシップ・ドール」を巡る活動が知られている。日米開戦により、多数のフレンドシップ・ドールが破棄されたが、300体ほどが戦後に発見されており、戦前に推進された日米交流の経緯の想起や今後の日米交流の推進のほか、人形を通じての戦争や平和を物語るきっかけ作りに活用されたりしている。

### ボランティア活動
顕著なのが長崎市の「高校生一万人署名活動」と「国連平和大使」の高校生スタッフ活動である。この他にも、対人地雷撤廃の署名活動などに高校生が参加している。

### 行事活動・見学活動
上記の映写会を芸術的行事の一環として実施することもあるが、最も大きいものは修学旅行である。
大阪府の小学校では、北摂地域（郡部を除く）や北河内地域・東大阪市にて広島市内・宮島コースの旅行が多く、その他の大阪府で一般的な三重県伊勢志摩コースと人気を二分している。1980年代前半までは北摂・北河内・東大阪市の小学校も修学旅行は伊勢志摩コースが定番だった。
奈良県は1975年3月の山陽新幹線全通以降、山間部を除く大半の小学校にて修学旅行は広島市・宮島コースとなっている傾向（奈良県山間部は伊勢志摩コースの傾向）。
広島では広島平和記念資料館の見学・語り部の講話・広島平和記念公園での慰霊が主な活動である。平和公園では、全校児童から託された千羽鶴や平和へのメッセージを手向けることが多い。
小学4年生では、各都道府県の地理的な学習をする関係で、かつて空襲被害を受けた県庁所在地へ見学遠足が実施される。県庁・警察署・消防署・放送局の見学と抱き合わせで、空襲被害を見聞する機会を設ける学校もある。

### 平和集会
戦争による人的・物的被害を語り伝える活動が全国で行われている。太平洋戦争（大東亜戦争）末期には全国で空襲や艦砲射撃による都市攻撃が実施されたことから、各都市では攻撃の日時に合わせて平和集会を行い、戦争被害を語り継ぐ機会を設けている。東京都であれば、東京大空襲が起きた3月10日、沖縄であれば、陸海軍が玉砕した6月23日（慰霊の日）を実施日とすることが多い。広島市・長崎市では、原爆投下日が夏休みにあたるが、登校日として平和集会を実施する例もある。被災者の実体験を語り継ぐことが多いが、被災者がいない場合や、実際に攻撃を受けたことがない郊外・地方では、物語や手記を教員が伝達する。
被災者の高齢化によって、講師の質と講話の内容は次第に変化している。昭和40年代頃までは、植民地から追われた復員経験者や抑留された元軍人・軍属の協力を得られた。50年代になると、戦地での苦労を知る講師が減り、都市攻撃の被害を体験した市民が主流になる。さらに年代が下がると、勤労奉仕のために学業に専念できなくなった当時の青年層、学童疎開によって家族と離れ離れの生活を強いられた当時の少年層が中心となり、戦争に伴う人権被害に重点が移ってきた。
これら体験談の伝達に限界が現れ始めた平成年間からは、児童・生徒の側からの探究活動が主力になりつつある。祖父母の世代に当時の思い出を聞き取ったり、調べ活動の成果を発表したりする活動が増えてきた。戦争を題材とした劇や合唱の発表会を取り入れる学校もある。
また、日常生活の中で発生するいじめ・喧嘩・無視などの身近な争いを「小さな戦争」と捉え、「平和宣言」・「人権宣言」として発表し、克服する決意表明とすることも多い。児童・生徒一人一人に平和への願いを書かせ、掲示することもある。
「はだしのゲン」や「対馬丸」、「ヒロシマに一番電車が走った」、「子どものころ戦争があった」、「ガラスのうさぎ」、「アニメ文学館 第11巻 ビルマの竪琴」など、映画・アニメーションの映写会を行うこともあるが、ゆとり教育の導入による学校五日制との兼ね合いがあり、1時間以上の長編になりがちな映写会は好ましくないという考えもある。

## 学校教育における平和教育の課題
日本における戦争体験者の高齢化により、伝承が難しくなっている。また、講話を聴く児童・生徒の態度も問われることがある。長崎では、2005年（平成17年）に大阪府の中学校修学旅行団が野次を飛ばして講話をさまたげた。一方で、昭和天皇の戦争責任（昭和天皇の戦争責任論）や自衛隊のイラク派遣（自衛隊海外派遣）などの私見に終始して被爆体験を語らない語り手がいるなど、「特定の政治的立場を植え付けている」（偏向教育）結果になっている場合もある。
また、近年のサイバー戦争やロボット兵器、民間軍事会社の活躍など「21世紀の戦争」を教えず、(教えられず)
「太平洋戦争下の個人的な体験」ばかり教える事の時代錯誤性もある。
保守派からは「日本帝国が悪い」と教え込もうとする「自虐史観」との非難もみられ、平和ボランティア活動に参加する人に対しては、「調査書に好ましい記載を増やすためのポーズ」になっているなどの中傷が聞かれる。平和学習に没頭する学習者の中には、「クラスター爆弾は地雷である」（地雷としての効果は狙っていない）など軍事知識が不足気味の人も見られる。さらに、米軍や軍事関係者に対する差別意識を植え付けているとして保護者とのトラブルに発展した例がある（足立十六中事件参照）。
過去の原子爆弾を扱った平和教育においては『はだしのゲン』のアニメや、皮膚がただれた人の写真など刺激的な映像・写真教材を見せ、児童にトラウマを植え付けたとの批判がなされたことがある。